# クラゾメナイ

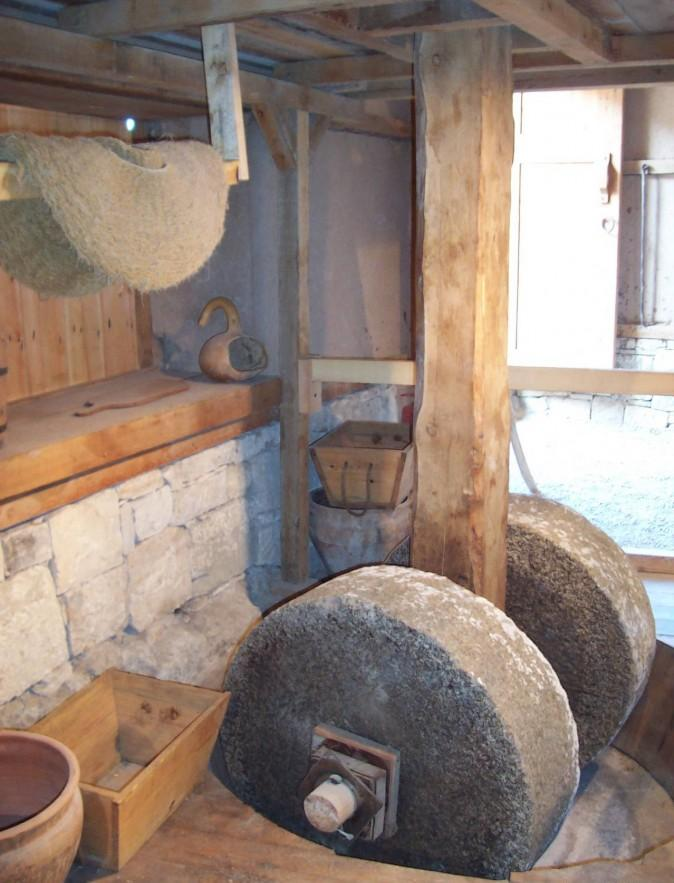
クラゾメナイのオリーブ油工房

クラゾメナイ（古代ギリシア語: Κλαζομεναί）は、イオニア同盟の一員だったイオニアの古代ギリシア都市。現在のトルコ、イズミル近郊のウルラにあたる。銀貨を鋳造した初期の都市の1つである。

## 位置

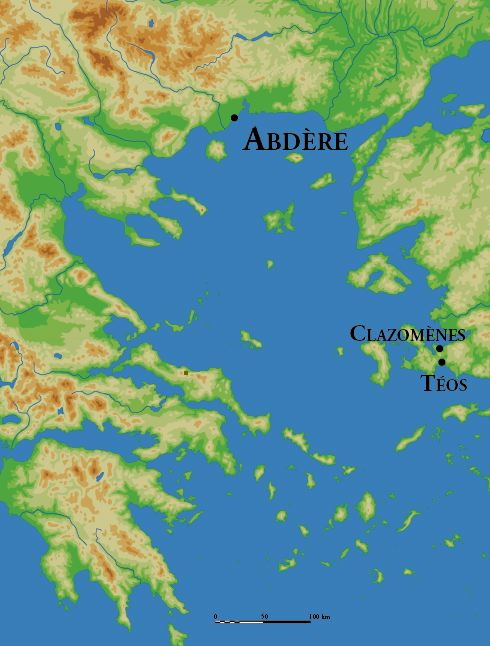
位置

クラゾメナイはアナトリア半島の西海岸、現在のウルラ (Urla) にあたり、イズミル湾の南岸、イズミルの西方20マイルほどのところに位置していた。もともとはアナトリア本土にあったが、紀元前5世紀のイオニアの反乱のころアケメネス朝から逃れるために海岸にほど近い島に移転した。その後、アレクサンドロス3世が本土とつなぐ道を建設させた。都市には港があり、海に面した平野と南の低い丘に人々が居住していたが、市街地は徐々に移動していった。市街地の北にあった Karantina という島も歴史上のある時点からクラゾメナイの一部となっている。

## 神話
クラゾメナイの主神はアポローンである。神話によれば、アポローンは白鳥に引かれたチャリオットに乗って、毎年冬になるとヒュペルボレイオスから南方へと渡ったという。クラゾメナイは白鳥の飛来地で、klazo は野鳥が鳴くという意味の動詞と見られている。白鳥はアポローンの使いであり、クラゾメナイの名称との語呂合わせと見られる。

## 歴史
イオニア人が建都したとされているが、初期の入植者は主にプレイウスやクレオナイからの人々だった。もともとはエリュトライのあった半島と本土とを結ぶ地峡に位置していた。しかし、ペルシア人の侵入に驚いた住民らは湾内の小さな島に移住し、そこに新たな都市を作った。この島にはアレクサンドロス3世が橋を作って本土と繋いだ。橋脚の一部が今も残っている。
紀元前5世紀ごろアテナイの支配下になったこともあるが、ペロポネソス戦争の中ごろ（紀元前412年）に反乱が起きている。しかし長くは続かず再びアテナイの支配下となり、スパルタ人の攻撃をはねつけた。紀元前387年、クラゾメナイを含む小アジアの諸都市はペルシアの支配下に入ったが、独自の貨幣を発行し続けていた。
ローマ帝国時代にはアジア属州の一部となったが、租税を免除されていた。
クラゾメナイの名は、哲学者アナクサゴラスの生誕地として有名である。

## 発掘

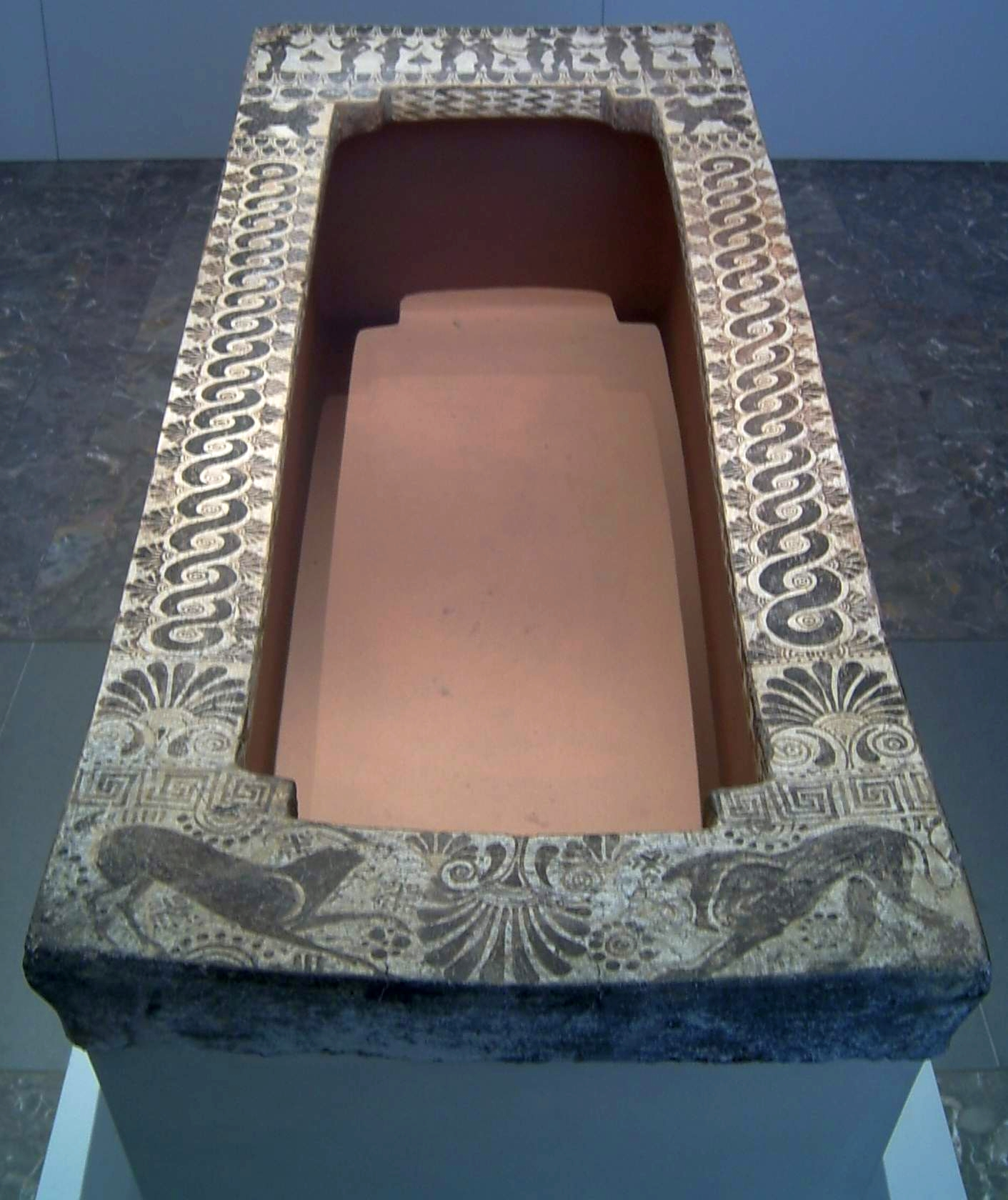
クラゾメナイの石棺

クラゾメナイのかつての港付近には Limantepe という青銅器時代の重要な遺跡がある。特に様々な古代の墓が見つかっており、古代の埋葬の風習を知るための重要な証拠となっている。この墓地は社会の中の様々な集団が使っていたと見られている。
クラゾメナイはオリーブ油と装飾を施したサルコファガス（石棺）の生産で知られていた。特にサルコファガスは紀元前6世紀のイオニア美術を今に伝える貴重な遺物となっている。
また、様々なガルム（魚醤の一種）の生産でも知られていた。

## 古代のオリーブ油工房
クラゾメナイからは、紀元前6世紀後半のオリーブ油製造所の遺構が見つかっており、ギリシア本土で見つかった最古の遺構よりも2世紀ほど古い。2004年から2005年にかけて、イズミルのエーゲ大学、トルコのオリーブ油輸出業者、ドイツの建築用天然材業者が共同で復元を実施した。

## 金融業の先駆け
アリストテレスによれば、クラゾメナイは金融業のさきがけとして経済史に登場している。クラゾメナイはオリーブ油という交易品を都市全体で組織的に生産し、小麦と交換していた。紀元前350年ごろ、穀物が不作で購入資金が足りなくなり、クラゾメナイの支配者らは市民に対して貯蔵しているオリーブ油を利息つきで都市に貸与することを求める議決を行った。こうしてオリーブ油を担保として穀物が確保されたという。